# Cầu Khởi
Cầu Khởi là một xã thuộc tỉnh Tây Ninh, Việt Nam.

## Địa lý
Xã Cầu Khởi có vị trí địa lý:
- Phía đông giáp xã Lộc Ninh
- Phía tây giáp phường Ninh Thạnh và xã Dương Minh Châu
- Phía nam giáp xã Truông Mít và xã Thạnh Đức
- Phía bắc giáp xã Dương Minh Châu

Xã Cầu Khởi có diện tích 90,51 km², dân số năm 2025 là 25.431 người.

## Lịch sử
Trong đợt cải cách hành chính Việt Nam năm 2025, theo Nghị quyết số 1682/NQ–UBTVQH15 thị trấn Cần Đước và các xã Phước Ninh, xã Cầu Khởi và một phần diện tích tự nhiên, quy mô dân số của xã Chà Là thuộc huyện Dương Minh Châu sẽ được sáp nhập và thành lập xã Cầu Khởi, tỉnh Tây Ninh.

## Hành chính
Xã Cầu Khởi được chia thành 11 ấp: Bàu Dài, Khởi An, Khởi Hà, Khởi Nghĩa, Khởi Trung, Láng, Phước An, Phước Hiệp, Phước Lễ, Phước Tân, Phước Hội.